# Monhystera elegans
Monhystera elegans är en rundmaskart som beskrevs av Allgen 1928. Monhystera elegans ingår i släktet Monhystera och familjen Monhysteridae. Inga underarter finns listade i Catalogue of Life.